# Domenico Cocoli
Domenico Cocoli (Brescia, 12 de agosto de 1747 - 27 de noviembre de 1812) fue un matemático y físico italiano especialmente activo en el campo de la ingeniería hidráulica.

## Obras
- Proposizioni fisico-matematiche (en italiano). Brescia: Francesco Ragnoli. 1775.
- Dissertazione sopra il quesito Stabilire la vera teoria delle acque uscenti da' fori aperti ne' vasi, e mostrare in quai circostanze possa ella applicarsi alle acque correnti negli alvei naturali (en italiano). Brescia: Pasini. 1783.
- Elementi di geometria e trigonometria ad uso delle scuole pubbliche dell'illustrissima città di Brescia (en italiano). Brescia: Pasini. 1792.